# Аттіла Шавольт
Аттіла Шавольт (угор. Attila Sávolt; нар. 5 лютого 1976) — колишній угорський тенісист.
Найвищу одиночну позицію світового рейтингу — 68 місце досяг 20 квітня 2002, парну — 133 місце — 28 січня 2002 року.
Найвищим досягненням на турнірах Великого шолома було 3 коло в одиночному розряді.
Завершив кар'єру 2006 року.

## Титули

### Одиночний розряд (6)
| Легенда (одиночний розряд) |
| Великий шлем (0)           |
| Tennis Masters Cup (0)     |
| Серія Мастерс ATP (0)      |
| Тур ATP (0)                |
| Челленджери (6)            |

| Ранг | Дата | Турнір       | Покриття | Суперник у фіналі  | Рахунок у фіналі |
| 1.   | 1996 | Тампере      | Ґрунт    | Хакобо Діас        | 7–6, 1–6, 6–4    |
| 2.   | 1997 | Тампере      | Ґрунт    | Тодд Ларкхем       | 7–5, 6–0         |
| 3.   | 1999 | Nettingsdorf | Ґрунт    | Маркус Хіпфль      | 6–1, 6–0         |
| 4.   | 1999 | Манербіо     | Ґрунт    | Тьєррі Гвардьйола  | 6–4, 7–6         |
| 5.   | 2001 | Сассуоло     | Ґрунт    | Джорджо Галімберті | 6–4, 7–5         |
| 6.   | 2001 | Манербіо     | Ґрунт    | Іраклій Лабадзе    | 7–5, 6–2         |

### Парний розряд (6)
| Ранг | Дата            | Турнір      | Покриття | Партнер            | Суперники у фіналі                 | Рахунок у фіналі |
| 1.   | 15 вересня 1996 | Будапешт II | Ґрунт    | Ласло Марковіц     | Туомас Кетола Борут Урх            | Без гри          |
| 2.   | 14 червня 1998  | Спліт       | Ґрунт    | Джефф Грант        | Алекс Лопес Морон Альберто Мартін  | 4–6, 6–3, 6–2    |
| 3.   | 11 жовтня 1998  | Сантьяго    | Ґрунт    | Ота Фукарек        | Едвін Кемпес Петер Весселс         | 7–6, 6–4         |
| 4.   | 22 серпня 1999  | Зюльт       | Ґрунт    | Рене Нікліш        | Флоріан Аллгауер Давіде Скала      | 4–6, 6–3, 6–1    |
| 5.   | 24 червня 2001  | Лугано      | Ґрунт    | Стівен Ранджеловік | Боббі Алтелар Шон Рудман           | 6–2, 7–6         |
| 6.   | 26 серпня 2001  | Манербіо    | Ґрунт    | Томас Штренберґер  | Алессандро да Коль Андреа Стоппіні | 7–5, 7–5         |

## Рахунок зустрічей з відомими гравцями
| Ніколас Кіфер         | 2-0 |
| Ігор Куніцин          | 2-0 |
| Ніколя Маю            | 2-0 |
| Михайло Южний         | 3-1 |
| Кароль Кучера         | 2-1 |
| Томаш Бердих          | 1-0 |
| Микола Давиденко      | 1-0 |
| Вейн Феррейра         | 1-0 |
| Давид Феррер          | 1-0 |
| Тім Генман            | 1-0 |
| Юрген Мельцер         | 1-0 |
| Райнер Шуттлер        | 1-0 |
| Гільєрмо Каньяс       | 1-1 |
| Гастон Гаудіо         | 1-1 |
| Ніколас Лапентті      | 1-1 |
| Фелісіано Лопес       | 1-1 |
| Їржі Новак (тенісист) | 1-1 |

(зокрема і на челленджерах)